# HMS Styrsö (M61)
HMS Styrsö (M61) var en minsvepare i svenska flottan av Arkö-klass. HMS Styrsö såldes 1990 ihop med HMS Hasslö (M64) båda minsvepare i Arkö-klassen. Styrsö låg därefter förtöjd på olika ställen i Södertälje innan hon fick plats vid gamla tegelbruket vid Linasundet i Södertälje. Styrsö tjänstgjorde som bostad fram tills det att hon den 28 december 2012 förstördes i en brand.

## Referenser

HMS Styrsös vapen.